# Open GDF SUEZ de Biarritz
L'Open GDF Suez de Biarritz è un torneo di tennis femminile che si gioca sulla terra rossa. Il torneo si disputa a Biarritz in Francia dal 2003.

## Albo d'oro

### Singolare
| Anno | Categoria                                | Campionessa                              | Finalista                                | Punteggio                                |
| ---- | ---------------------------------------- | ---------------------------------------- | ---------------------------------------- | ---------------------------------------- |
| 2003 | ITF $25,000                              | Zuzana Ondrášková                        | Natalia Gussoni                          | 6–0, 6–3                                 |
| 2004 | ITF $25,000                              | Bahia Mouhtassine                        | Laura Pous Tió                           | 6–4, 7–6(4)                              |
| 2005 | ITF $25,000                              | Martina Müller                           | Timea Bacsinszky                         | 4–6, 7–6(2), 6–2                         |
| 2006 | ITF $25,000                              | Stéphanie Cohen-Aloro                    | Mădălina Gojnea                          | 6(1)–7, 6–4, 6–4                         |
| 2007 | ITF $25,000                              | Pauline Parmentier (1)                   | Selima Sfar                              | 6–2, 6–4                                 |
| 2008 | ITF $25,000                              | Kathrin Wörle                            | Selima Sfar                              | 6–1, 6–3                                 |
| 2009 | ITF $100,000                             | Julia Görges (1)                         | Kacjaryna Dzehalevič                     | 7–5, 6–0                                 |
| 2010 | ITF $100,000                             | Julia Görges (2)                         | Sophie Ferguson                          | 6–2, 6–2                                 |
| 2011 | ITF $100,000                             | Pauline Parmentier (2)                   | Patricia Mayr-Achleitner                 | 1–6, 6–4, 6–4                            |
| 2012 | ITF $100,000                             | Romina Oprandi                           | Mandy Minella                            | 7–5, 7–5                                 |
| 2013 | ITF $100,000                             | Stephanie Vogt                           | Anna Karolína Schmiedlová                | 1–6, 6–3, 6–2                            |
| 2014 | ITF $100,000                             | Kaia Kanepi                              | Teliana Pereira                          | 6–2, 6–4                                 |
| 2015 | ITF $100,000                             | Laura Siegemund                          | Romina Oprandi                           | 7–5, 6–3                                 |
| 2016 | ITF $100,000                             | Rebecca Šramková                         | Martina Trevisan                         | 6–3, 4–6, 6–1                            |
| 2017 | ITF $80,000                              | Mihaela Buzărnescu                       | Patty Schnyder                           | 6–4, 6–3                                 |
| 2018 | ITF $80,000                              | Tamara Korpatsch                         | Timea Bacsinszky                         | 6–2, 7–5                                 |
| 2019 | ITF $80,000                              | Viktorija Tomova                         | Danka Kovinić                            | 6–2, 5–7, 7–5                            |
| 2020 | Annullato per la pandemia di coronavirus | Annullato per la pandemia di coronavirus | Annullato per la pandemia di coronavirus | Annullato per la pandemia di coronavirus |
| 2021 | ITF $60,000                              | Francesca Jones                          | Oksana Selechmet'eva                     | 6–4, 7–6(4)                              |
| 2022 | ITF $60,000                              | Mina Hodzic                              | Lucie Nguyen Tan                         | 6–3, 6–3                                 |
| 2023 | ITF $60,000                              | Fiona Ferro                              | İpek Öz                                  | 7–5, 6–3                                 |
| 2024 | ITF $100,000                             | Sara Saitō                               | Margaux Rouvroy                          | 5–7, 6–3, 6–3                            |
| 2025 | ITF $100,000                             | Mayar Sherif                             | Tiantsoa Rakotomanga Rajaonah            | 7-5, 6-4                                 |

### Doppio
| Anno | Categoria                                | Campionesse                                      | Finaliste                                | Punteggio                                |
| ---- | ---------------------------------------- | ------------------------------------------------ | ---------------------------------------- | ---------------------------------------- |
| 2003 | ITF $25,000                              | Lucie Ahl Selima Sfar                            | Julija Bejhel'zymer Anna Zaporožanova    | 6–1, 6–1                                 |
| 2004 | ITF $25,000                              | Marija Korytceva Olena Tatarkova                 | Al'ona Bondarenko Valerija Bondarenko    | 7–5, 6–0                                 |
| 2005 | ITF $25,000                              | Stéphanie Cohen-Aloro Selima Sfar                | Timea Bacsinszky Aurélie Védy            | 6–2, 6–1                                 |
| 2006 | ITF $25,000                              | Nina Bratčikova Jaroslava Švedova                | Klaudia Jans-Ignacik Alicja Rosolska     | 6–3, 6–2                                 |
| 2007 | ITF $25,000                              | Evgenija Rodina Yevheniia Savranska              | Ekaterina Ivanova Iryna Kurjanovič       | 2–6, 6–1, 6–3                            |
| 2008 | ITF $25,000                              | Martina Müller Christina Wheeler                 | Jorgelina Cravero Betina Jozami          | 7–6(5), 3–6, [10–8]                      |
| 2009 | ITF $100,000                             | Chan Yung-jan Anastasija Rodionova               | Akgul Amanmuradova Dar"ja Kustova        | 3–6, 6–4, [10–7]                         |
| 2010 | ITF $100,000                             | Sharon Fichman Julia Görges                      | Lourdes Domínguez Lino Monica Niculescu  | 7–5, 6–4                                 |
| 2011 | ITF $100,000                             | Aleksandra Panova Urszula Radwańska              | Erika Sema Roxane Vaisemberg             | 6–2, 6–1                                 |
| 2012 | ITF $100,000                             | Séverine Beltrame Laura Thorpe                   | Lara Arruabarrena Vecino Mónica Puig     | 6–2, 6–3                                 |
| 2013 | ITF $100,000                             | Julija Bejhel'zymer Ol'ga Savčuk                 | Vera Duševina Ana Vrljić                 | 2–6, 6–4, [10–8]                         |
| 2014 | ITF $100,000                             | Florencia Molinero Stephanie Vogt                | Lourdes Domínguez Lino Teliana Pereira   | 6–2, 6–2                                 |
| 2015 | ITF $100,000                             | Başak Eraydın Lidzija Marozava                   | Réka-Luca Jani Stephanie Vogt            | 6–4, 6–4                                 |
| 2016 | ITF $100,000                             | Irina Chromačëva Maryna Zanevs'ka                | Cornelia Lister Nina Stojanović          | 4–6, 7–5, [10–8]                         |
| 2017 | ITF $80,000                              | Irina Bara (1) Mihaela Buzărnescu                | Cristina Bucșa Isabelle Wallace          | 6–3, 6–1                                 |
| 2018 | ITF $80,000                              | Irina Bara (2) Valentina Ivachnenko              | Ysaline Bonaventure Hélène Scholsen      | 6–4, 6–1                                 |
| 2019 | ITF $80,000                              | Manon Arcangioli Kimberley Zimmermann            | Victoria Rodríguez Ioana Loredana Roșca  | 2–6, 6–3, [10–6]                         |
| 2020 | Annullato per la pandemia di coronavirus | Annullato per la pandemia di coronavirus         | Annullato per la pandemia di coronavirus | Annullato per la pandemia di coronavirus |
| 2021 | ITF $60,000                              | Oksana Selechmet'eva Daniela Vismane             | Sarah Beth Grey Magali Kempen            | 6–3, 7–6(5)                              |
| 2022 | ITF $60,000                              | Anna Danilina Valerija Strachova                 | María Carlé Marija Timofeeva             | 2–6, 6–3, [14–12]                        |
| 2023 | ITF $60,000                              | Weronika Falkowska Katarzyna Kawa                | Conny Perrin Anna Sisková                | 7–6(2), 7–5                              |
| 2024 | ITF $100,000                             | Irina Bara (3) Andreea Mitu                      | Estelle Cascino Carole Monnet            | 6–3, 3–6, [10–7]                         |
| 2025 | ITF $100,000                             | Irene Burillo Escorihuela María Portillo Ramírez | Jessie Aney Justina Mikulskytė           | 4-6, 6-1, [10-5]                         |